# Holzschutzverfahren
Chemische Holzschutzverfahren dienen dazu, Holz vorbeugend gegen holzzerstörende oder holzverfärbende Organismen zu schützen, oder einen Befall durch diese Organismen zu bekämpfen. Das Ziel des modernen Holzschutzes ist das Sichern einer hohen gleichmäßigen Eindringtiefe des Holzschutzmittels mit einem Verfahren, das wirtschaftlich und umweltfreundlich ist. Die meistgebrauchten Verfahren sind Kesseldruckimprägnierungen (KDI) und Kesselvakuumdruckimprägnierung (KVD), aber mehrere Holzarten (Douglasie, Lärche und Fichte) eignen sich nur bedingt für diese Behandlungen. Mittels Perforation werden manche Erfolge erzielt, allerdings müssen diese genau auf die jeweilige Anwendung des Holzes abgestimmt sein.

## Geschichte
Wahrscheinlich bestanden die ersten Versuche, Holz zu schützen, im Einreiben oder Streichen der Holzoberfläche mit Substanzen, von denen man sich eine entsprechende Schutzwirkung erhoffte. Durch Versuche wurden die wirkungsvollsten Holzschutzmittel und Verfahren ermittelt. Mit der Industriellen Revolution kamen mehr Möglichkeiten zum Holzschutz und der Bedarf nach behandeltem Holz wurde größer. Dies löste im frühen 19. Jahrhundert eine starke Zunahme von neuen Verfahren und Techniken aus, mit den größten Erneuerungen zwischen 1830 und 1840. In diesem Jahrzehnt haben Bethell, Boucherie, Burnett und Kyan mit zahlreichen Erfindungen Geschichte im Holzschutz geschrieben. Seitdem sind unzählige Erneuerungen, Erfindungen und Verbesserungen von Verfahren entwickelt worden.

## Tränkbarkeit

### Klassifizierung der Tränkbarkeit
In der EN 350-2 wird die Tränkbarkeit von Holz definiert und eine Unterteilung in vier Tränkbarkeitsklassen (gut, mäßig, schwer und sehr schwer tränkbar) vorgenommen. Die Angaben beziehen sich dabei primär auf den Splint und nur in manchen Fällen auf den gesamten Querschnitt. Der Kern ist grundsätzlich nicht imprägnierbar. Bei manchen Holzarten (z. B. Fichte) sind technische Vorbehandlungen für eine erfolgreiche Imprägnierung angegeben (Laserperforation, Bohrperforation oder mechanische Nadelung).
- Klasse 1: gut tränkbar (Kiefer (Splintholz-Bereich), Buche)
- Klasse 2: mäßig tränkbar
- Klasse 3: schwer tränkbar (Douglasie)
- Klasse 4: sehr schwer tränkbar (Fichte, Lärche)

Es ist zu beachten, dass es auch innerhalb einzelner Arten zu einem hohen Maß an Variabilität kommen kann.

### Einfluss der Mikrostruktur des Holzes
Neben den chemischen Eigenschaften des Tränkmittels und der Prozessgestaltung des Holzschutzverfahrens besitzen die mikrostrukturellen Eigenschaften des Holzes einen großen Einfluss auf die Tränkbarkeit.
Der für die Tränkbarkeit verantwortliche Flüssigkeitstransport im Holz kann auf drei Wegen erfolgen: durch die Zellwände, durch die Tüpfel und über durchgehende Verbindungswege. Einer der wichtigsten Faktoren, die die Tränkbarkeit von Holz beeinflussen, ist die anatomische Richtung des Eindringens. Aufgrund der lang gestreckten Gestalt der Transportzellen besitzt Holz in Längsrichtung eine um ein Vielfaches bessere Tränkbarkeit als quer dazu.
Bei der industriellen Imprägnierung von Nadelschnittholz ist die longitudinale Penetration aufgrund der Schnittholzabmessungen vernachlässigbar im Vergleich zur radialen Penetration. Die radiale Penetration durch Holzstrahlen und die in ihnen enthaltenen Harzkanäle stellt die wichtigste Route dar, durch die Flüssigkeiten in das Splintholz langer Proben eindringen.
Der Flüssigkeitstransport im Laubholz erfolgt auch bei praxisüblichen Schnittholzabmessungen hauptsächlich in den aus zahlreichen Gefäßgliedern bestehenden, longitudinal orientierten Gefäßen. Im Gegensatz zu einer möglichen Verthyllung führen die Gefäßdurchbrechungen im Allgemeinen nicht zu einer Einschränkung des Durchflusses.
Bei einer Imprägnierung von Holz dringt die jeweilige Flüssigkeit zu einem großen Teil über die Tüpfel in das Holz ein. Deren Bau ist damit von entscheidender Bedeutung für die Tränkbarkeit des Holzes.

## Drucklose Verfahren
Es gibt zahlreiche drucklose Holzschutzverfahren, die unterschiedliche Schritte umfassen. Zu den meistgebrauchten Methoden zählen Streichen, Spritzen, Tauchen oder Kalt- und Heißbäder. Es gibt auch eine Reihe von nicht so bekannten bzw. veralteten Verfahren der Aufbringung wie Verkohlen, Diffusionsprozesse sowie die Saftverdrängung.

### Streichen und Spritzen
Streichen ist ein altes und weit verbreitetes Aufbringungsverfahren. Es findet vor allem im zimmermannstechnischen Bereich Einsatz. Durch technologische Weiterentwicklung ist es auch möglich, Holzschutzmittel mittels Spritzverfahren aufzubringen. Vordringliches Bemühen bei der Formulierung von modernen chemischen Holzschutzmitteln ist die Entwicklung von Wirkstoffen, die trotz geringer Toxizität eine Unterbrechung des Entwicklungszyklus der holzschädigenden Larven garantieren. Hierbei ist die Penetrationstiefe der Mittel von besonderer Bedeutung für die Wirkung der Mittel. Aufgebracht werden können Mittel auf Ölbasis, Glykolbasis sowie manche wasserlösliche und wasseremulgierbare Holzschutzmittel. Eine große Schwierigkeit bei Verwendung wasserbasierter Borate ist das vorzeitige Auskristallisieren des Wirkstoffes im oberflächennahen Bereich. Beim Streich- und Spritzverfahren mit Mitteln auf wässriger oder glykolbasierter Basis ist daher besonders bei trockenen Hölzern eine ausreichende Vorwässerung von Bedeutung. Da die Eiablagen tierischer Holzschädlinge in Ritzen und Spalten erfolgen, ist gerade deren gewissenhafte Behandlung von besonderer Bedeutung. Bei Verwendung von Bauhölzern mit hoher Feuchte bleiben durch den Trocknungsprozess sich nach der holzschutztechnischen Behandlung bildende Risse und Spalten unbehandelt. Bei einer nachträglichen Behandlung im verbauten Bestand ist daher besonders auf eine gründliche Behandlung der Ritzen und Spalten zu achten.

### Tauchen
Dieses Verfahren besteht aus dem Eintauchen des gesamten Holzes in ein Holzschutzmittelbad über einen Zeitraum von einigen Minuten bis mehreren Stunden. Damit kann ein Randschutz erreicht werden, d. h. eine Eindringtiefe in der Größenordnung von Millimetern. Daneben gibt es auch das sogenannte „Kurztauchen“, bei dem das Holz nur für Sekunden bis Minuten in der Holzschutzmittellösung verbleibt. Die beim Kurztauchen erzielten Eindringtiefen liegen in der gleichen Größenordnung wie beim Streichen, d. h., es ist nur ein Oberflächenschutz ohne definierte Eindringtiefe erreichbar. Man benötigt für die Tauchverfahren größere Mengen von Mitteln und eine dafür ausgerichtete Anlage zur Durchführung, daher eignen sich diese nicht für kleinere Arbeiten. Häufigstes Anwendungsgebiet liegt in der Behandlung von Holzbauteilen wie Schalung, Listenbauholz, Fenstern und Türen. Häufig finden beim Tauchen auch zusätzlich Farbpigmente Anwendung.

### Trogtränkung
Das Holz wird für Stunden im Holzschutzmittel untergetaucht, was ein gleichmäßiges und tiefes Eindringen ermöglicht. Angewendet wird die Trogtränkung vor allem bei Schutzsalzimprägnierungen.
Die Deutsche Gesellschaft für Holzforschung (DGfH) hat in einem Merkblatt „Verfahren zur Behandlung von Holz mit Holzschutzmitteln, Teil 2, Nichtdruckverfahren“ das Verfahren für eine solche Eigenüberwachung beschrieben.
Einsatzbereiche
Gebrauchsklasse 1, 2 und 3
Ziel
Randschutz, wenige mm Eindringung im Randbereich. Verlangt wird: Einlagerung des Holzes über mindestens einen bis mehrere Tage für Holzfeuchten: bis 20 % trocken und halbtrocken bis 30 %, im Sonderfall: feucht bis max. 50 %
Schutzmittel
(praktisch nur) wasserlöslich
Nachbehandlung
nicht fixierend (GK 1,2 ohne Prüfprädikat W): Lagerung danach immer regengeschützt fixierend (GK 3 mit Prüfprädikat W): bestimmte Fixierungslagerung, zeitweise (min. 7 Tg.) regengeschützt

#### Kyanisieren
Die Kyanisierung wurde 1823 als ältestes bewusst angewandtes chemisches Holzschutzverfahren von John Kyan, einem Engländer, erfunden. Bei diesem 1832 patentierten Verfahren wurde getrocknetes Holz, z. B. Schwellen oder Telegraphenmasten, in eine 0,67%ige Quecksilber(II)-chlorid-Lösung getaucht. Dieses heute bedeutungslose Verfahren ist nur an der Holzoberfläche wirksam.

#### Trogsaugverfahren
Das ist ein Langzeitverfahren. Die Stämme werden mehrere Tage bis Wochen in das Holzschutzmittel eingetaucht. Wegen dieser Art der Behandlung wird es manchmal auch als Einlagerungsverfahren bezeichnet. Dieses Verfahren wurde bereits im 19. Jahrhundert von Kyan eingeführt. Die erzielten Eindringtiefen und Aufnahmemengen sind von der Holzart (Tränkbarkeit), Holzfeuchte, der Art des Schutzmittels und der Tränkdauer abhängig. Mit zunehmender Tränkzeit verlangsamen sich Schutzmittelaufnahme und Eindringung. Bei getrocknetem Holz muss nach der Behandlung ein zweites Trocknen vorgenommen werden. Pfähle werden nur mit dem gefährdeten Ende in den Trog gestellt. Sie müssen aber mindestens 30 cm über die spätere Erdgleiche hinaus imprägniert werden. Die Hölzer, die in den Trögen untergetaucht werden, müssen gegen Aufschwimmen gesichert sein sowie so gestapelt werden, dass das Holzschutzmittel zu allen Flächen vordringen kann.
Die erzielten Eindringtiefen liegen zwischen 5 und 10 mm, können aber bei Kiefer und Buche auch bis 30 mm liegen. Wegen der geringeren Eindringtiefe gegenüber Druckverfahren soll eine etwas höhere Konzentration gewählt werden. Die Konzentration der wasserlöslichen Lösung muss ständig durch Spindeln überwacht und gegebenenfalls durch Salzzugabe korrigiert werden. Die Mindestkonzentration beträgt 5 % und bei saftfrischen Hölzern 10 %. Dieses Verfahren findet vor allem bei saftfrischen Hölzern Anwendung. Wenn aber Öle oder lösemittelhaltige Präparate verwendet werden, muss das Holz mindestens halbtrocken sein. Dieses Verfahren findet heute trotz seiner ehemaligen Popularität in Europa nur minimale Anwendung.

#### Heiß/kalt-Trogtränkung
Erfunden und patentiert von C. A. Seeley, besteht dieses Verfahren aus wiederholtem Eintauchen von Holz in kalte und heiße Bäder von Holzschutzmitteln. Während des heißen Bades expandiert die Luft innerhalb des Holzes. Nach dem Wechsel zum kalten Bad (oder dem Wechsel zum abgekühlten Holzschutzmittel) entsteht ein gewisser Vakuumeffekt, und dieser führt zu erhöhter Aufnahme. Eine geringe Menge Holzschutz wird auch während des heißen Bades aufgenommen, aber die Mehrheit wird beim kalten Bad aufgenommen. Der Prozess wird mehrmals wiederholt, dabei wird eine Zeiteinsparung gegenüber anderen Trogtränkverfahren erzielt. Jedes Bad dauert 4 bis 8 Stunden, in manchen Fällen auch länger. Die Holzschutz-Temperatur beim heißen Bad beträgt 60 bis 110 °C und beim kalten 30 bis 40 °C. Sowohl wasserlösliche Präparate wie auch Mittel auf Ölbasis können in diesem Verfahren eingesetzt werden. Es wird eine durchschnittliche Eindringtiefe von 30 bis 50 mm erreicht.

### Osmoseverfahren
Dieser Prozess wurde in Deutschland entwickelt und besteht aus dem Diffusionsprinzip. Ein Holzschutzmittel in pastöser Form wird auf das saftfrische Holz aufgebracht. Danach wird das Holz eng gestapelt und gut abgedeckt, um etwaigen Feuchteverlust zu vermeiden. Die Stapel werden dann 30 bis 90 Tage stehen gelassen, während das wasserlösliche Holzschutzmittel in das Holz hinein diffundiert. In den Vereinigten Staaten und Kanada wird das Osmoseverfahren zur Behandlung von Zaunpfosten sowie zur Nachbehandlung von stehenden Pfosten und Telefonmasten verwendet. Dieses Verfahren wird aber wegen des großen Aufwandes nicht häufig eingesetzt.

### Saftverdrängungsverfahren
Bei diesem Verfahren wird, wie bereits der Name sagt, die Tränkflüssigkeit durch Verdrängung des Zellsaftes in das Holz eingeführt. Daraus folgt, dass bei dieser Trocknungsart die zu imprägnierenden Hölzer noch stehen oder frisch geschlagen sind. Mehrere Versuche wurden über die Jahre durchgeführt, um ein praktikable Durchführungsmethode zu finden. Das ursprüngliche Boucherieverfahren bestand auch aus diesem Prinzip (siehe Boucherieverfahren). Es wurde auch oft probiert, mit diesem Prinzip Bäume oder andere Pflanzen gegen Pilze, Insekten und Parasiten (Mistel) resistent zu machen, mit einzelnen Erfolgen bei Mais.
Durch Transpiration in Blättern oder Nadeln wird Wasser in die Luft abgegeben. Das verursacht einen Unterdruck innerhalb des Astes und in späterer Folge im Baumstamm. Durch Mineralien angereichertes Wasser kommt von den Wurzeln als Nachschub durch den Splint. Der Verlauf von eingebrachtem Holzschutzmittel wird hauptsächlich im Splint und in der Vertikalrichtung erfolgen.
Dieses Verfahren war in der DDR beliebt, um das Holz von Bäumen zu verfärben. Löcher wurden in den Stamm gebohrt, mit Farbstoff gefüllt und gedichtet. Das daraus resultierende Holz war mit Farbstreifen versehen. Die Eindringung der Lösung ist von allen Variationen der Verfahren das am aufwändigsten. Mit einem Schnitt um den Baum herum versuchte Levi S. Gardner dies zu lösen. Der Außenschnitt wurde dann gedichtet und die inneren Hohlräume mit Farbstoff gefüllt.
H. Renners (1929) Methode bestand darin, ein Loch durch den gesamten Baumstamm zu bohren und dann mit einer zweischnittigen Säge den Splint zu durchschneiden. Dieser Vorgang wurde mit einem Loch 30 cm oberhalb im rechten Winkel dazu wiederholt. Carl Schmittutz (1934) hat das Osmoseverfahren mit dem Saftverdrängungsverfahren verbunden, indem er den Baumstamm bis in 1 m Höhe schälte und ihn dann mit pasteförmigem Holzschutzmittel bestrich. Die verletzten Stellen wurden dann mit einem Schutzpapier überzogen und das Mittel diffundierte in den Splint hinein.
Weitere Lösungen wurden vom U.S. Bureau of Entomology and Plant Quarantine entwickelt. Ihre Vorschläge waren es den Baum zu fällen und auf einen anderen zu stützen, der Stamm wird dann in eine Wanne von Holzschutzmittel gestellt. Im Allgemeinen sind die Vorteile dieser Methode eine Behandlung des gesamten Splintbereichs mit wenig Energieeinsatz. Dieses Verfahren findet aber wenig Einsatz im industriellen Holzschutz.

## Druckverfahren
Bei der Druckimprägnierung wird das Imprägniermittel unter hohem Druck (9–10 bar) mehrere Stunden lang in das Holz gepresst. Es wird dabei eine möglichst gleichmäßige und tiefreichende Schutzmittelverteilung im durchtränkbaren Teil des Holzes (Splint) angestrebt, die allerdings je nach Tränkbarkeit der Holzarten in größeren Bereichen schwankt. Im Allgemeinen erzielen Druckimprägnierungen gleichmäßigere Verteilung als drucklose Verfahren. Die Eindringtiefe ist abhängig von der Holzart. Dieses Verfahren kann adaptiert werden, um größere Mengen von Holz maschinell zu behandeln. Druckimprägnierung ist für die Behandlung von Fichte und Tanne nicht geeignet, bei Lärche und Douglasie nur bedingt.

### Kesseldruckimprägnierung
Eine Methode der Druckimprägnierung ist die Kesseldruckimprägnierung – hier wird das Holz in zigarrenförmigen Kesseln behandelt. Dazu zählen die Volltränkverfahren, Spartränkverfahren und Wechseldruckverfahren. Das Boucherieverfahren, als rein hydrostatisches Druckverfahren, kommt ohne Druckkessel aus. Welches Verfahren gewählt wird, ist abhängig von Holzart, Holzfeuchte zum Zeitpunkt der Schutzbehandlung, verwendetem Holzschutzmittel, Eindringtiefe und der geplanten Verwendung des Holzes. Vor der eigentlichen Behandlung mit Holzschutzmitteln wird teilweise noch mit einem Vakuum von maximal 40 mbar Absolutdruck die Luft aus dem Holz gezogen; diese Vakuumphase dauert in der Regel 30–40 Minuten. Danach wird der Imprägnierzylinder mit dem Tränkmittel geflutet und, teils unter Temperaturerhöhung, unter Druck gesetzt. Die Nachschaltung eines Schlussvakuums (meist 10–15 Minuten) nach dem Entleeren der Zylinder wird normalerweise durchgeführt, um überschüssiges Mittel zurückzugewinnen.

#### Volltränkverfahren
Dieses Verfahren wurde von William Burnett (bei wasserlöslichen Mitteln) und von John Bethell (bei öllöslichen Schutzmitteln) 1838 entwickelt. Bei diesem Verfahren ist das Ziel eine möglichst hohe Aufnahme des Holzschutzmittels. Zur Tränkung eignen sich trockene bis halbtrockene („tränkreife“) Hölzer, d. h. mit Holzfeuchten unterhalb des Fasersättigungspunktes. Eingesetzt werden vor allem wasserlösliche Holzschutzmittel. Selten Anwendung, z. B. bei Bahnschwellen, finden Steinkohlenteer- und Imprägnieröle und lösemittelhältige Präparate. Die erwünschte Holzschutzmitteldichte wird durch Konzentration der Lösung geregelt. Hauptmerkmal ist ein Vakuum vor der Beschickung des Schutzmittels.

#### Spartränkverfahren
Dieses Verfahren eignet sich bei leicht imprägnierbaren Holzarten. Es wird ein großer Teil der eingebrachten Holzschutzmittel wieder abgesaugt, zurück bleibt eine Schutzschicht innerhalb der Zellen. Hauptsächlich werden Mittel auf Ölbasis eingesetzt, aber es ist auch möglich, dieses Verfahren bei wasserlöslichen Schutzmitteln anzuwenden. Schwellen, Stangen, Pfosten und Konstruktionsholz werden so behandelt. Es gibt zwei Grundverfahren, Rueping und Lowry, mit mehreren Untervariationen.

#### Einfaches Rüping-Verfahren
Patentiert von Max Rüping aus Deutschland im Jahre 1902, das Hauptmerkmal dieses Verfahrens ist der Luftdruck am Anfang des Verfahrens. Anwendung bei den Holzarten Kiefer und Eiche.

#### Doppeltes Rüping-Verfahren
Es werden zwei einfache Rüping-Verfahren aneinandergereiht. Zur Anwendung kommt dieses Verfahren bei der Holzart Buche.

#### Lowry-Verfahren
Entwickelt von C. B. Lowry 1906, dieses Verfahren ist ähnlich wie das Rueping-Verfahren, aber ohne vorheriges Vakuum und ohne Luftdruck.

### Wechseldruckverfahren
Im Gegensatz zu anderen „statischen“ Verfahren handelt es sich bei dem Wechseldruckverfahren um ein „dynamisches“ Verfahren. In kurzer Zeit wechseln einander Vakuum- und Druckphasen ab, wobei die Vakuum- und Druckübergänge im Bruchteil einer Sekunde erfolgen. Während der Vakuumphasen wird jeweils eine kleine Flüssigkeitsmenge aus dem Holz abgesaugt, in der Druckphase wird dann Schutzflüssigkeit eingepresst. Bei diesen Verfahren muss eine besondere maschinelle Ausstattung mit einer vollautomatischen Steuerung vorhanden sein.
Einzubringen sind dieselben Schutzmittelmengen wie bei der Kesseldruckimprägnierung. In der Vergangenheit wurde oft versucht, mit diesem Verfahren den Tüpfelverschluss bei der Fichte rückgängig zu machen, ohne Erfolg. Eine Eindringtiefe von maximal 10 mm wird bei Fichte erreicht (ohne Perforation).

### Boucherieverfahren
Entwickelt 1838 bei Dr. Boucherie aus Frankreich. Dieses Verfahren bestand anfangs darin, einen Sack oder Behälter mit Holzschutzmittel am Ende eines gefällten Baumes anzubringen. Durch Transpiration wird so das Holzschutzmittel in den Saftfluss eingebracht (Siehe Saftverdrängung).
Beim modifizierten „Boucherieverfahren“ werden die Stämme nebeneinander auf ein Holzgerüst gelegt und zwar so, dass das Stammende etwas höher als das Zopfende liegt. Die horizontal gelagerten Stammenden der frisch geschlagenen, entwipfelten und entästeten Baumstämme werden dann mit einem hoch stehenden Vorratsbehälter für die Tränkstofflösung in Verbindung gebracht und so die Lösung aus dem Behälter unter ihrem hydrostatischen Druck in die Stämme hineingedrückt.
Die Baumstämme können mit Platten, Kappen oder Stoppeln abgedichtet werden. Um eine Verbreitung der Lösung zu sichern, werden sternförmig Löcher gebohrt mit einem Zentralloch, das an der Hauptleitung angeschlossen wird. Die Verbindung der einzelnen Stämme mit den Flüssigkeitszuleitungen ist so konstruiert, dass sie an jedem Stamm unterbrochen werden kann, ohne dass dadurch der Imprägniervorgang bei den übrigen Stämmen gestört wird. Der Behälter steht auf einem Gerüst von etwa 10–15 m Höhe, so dass die Flüssigkeit unter ihrem eigenen hydrostatischen Druck in die Stämme eingepresst wird.
In der Regel erfolgt die Fällung der nach diesem Verfahren zu imprägnierenden Stämme in den Monaten April bis Oktober, wonach schnellstens – in spätestens einem Tag – mit der Imprägnierung begonnen werden muss. Bei diesem Verfahren ist man an die frostfreie Jahreszeit gebunden. Nach den vorliegenden Erfahrungen soll mit der Tränkung im Allgemeinen spätestens 8–14 Tage nach der Fällung der Bäume begonnen werden.
Die Aufnahme bei Kiefern beträgt bei Verwendung einer 1%igen Tränklösung im Mittel etwa 5,5 kg und bei einer 1,5%igen Lösung etwa 8 kg kristallisiertes Kupfersulfat je Kubikmeter (Werte stammen noch aus den 1970ern). Der Einsatz von öllöslichen Mitteln ist bei diesem Verfahren nicht ratsam. Dieses Verfahren findet Einsatz in der Behandlung von Stangen wie auch größeren Bäumen und seit dem letzten Jahrzehnt findet es häufig Verwendung zum Schutz von Bambus in Staaten wie Costa Rica, Bangladesch, Indien und im US-Bundesstaat Hawaii.
Hochdruck-Saftverdrängungsverfahren
Entwickelt auf den Philippinen. Diese Methode verwendet eine Pumpe, angeschlossen an einem Dieselmotor (statt des erhöhten Behälters), um den nötigen Druck zu erzeugen. Es ist einsetzbar bei Gräsern sowie Bambus.

## Perforierung
Erstmals patentiert von Kolossvary, Haltenberger und Berdenich aus Österreich 1911 und 1912 (U.S. pats. 1,012,207 und 1,018,624), verbessert von O. P. M. Goss, D. W. Edwards und J. H. Mansfield u. a. Die Perforation des Holzes erhöht die Aufnahme des Holzschutzmittels. Als Perforation (auch Perforierung, vom lat. foramen = Loch) bezeichnet man allgemein das Durchlöchern, bzw. das Durchlöchertsein eines flächigen Gegenstandes. Ein Beispiel für den Einsatz von Perforation in einem anderen Bereich ist die so genannte „Convenient-food“-Packung. Die Haltbarkeit dieser Produkte wird im Wesentlichen durch den Luftaustausch und die Feuchtigkeitskonservierung bestimmt. Laser-Perforationstechnologien bieten die Möglichkeit, gezielt Mikro-Löcher in die Verpackung einzubringen, so dass die Luftzirkulation gewährleistet ist, jedoch die Feuchtigkeit konserviert wird.
Bei der chemischen Druckimprägnierung besteht das Problem, dass das wichtigste zentral europäische Bauholz, das Fichtenholz, sich nur sehr schlecht imprägnieren lässt. Die geringen Eindringtiefen von meist nur wenigen Millimetern reichen für einen wirksamen Schutz von Holzbauteilen in der Regel nicht aus. Um die Imprägnierbarkeit von Fichtenholz zu verbessern, wurde die Perforation schon seit den Fünfzigern des vorigen Jahrhunderts eingesetzt. Diese Methode besteht darin, in verhältnismäßig engem Raster Schlitze oder Löcher in der Holzoberfläche anzubringen, das heißt, das Holz bis zu einer gewünschten Tiefe zu „perforieren“. In Nordamerika, wo dieses Verfahren verbreitet angewendet wird, werden die Schlitze mit speziellen Maschinen eingepresst. Dabei wird das Holz zwischen sich drehenden Walzen, die mit Zähnen oder messerähnlichen Spitzen bestückt sind, durchgeführt. Ausgehend von den Einstichen beträgt die Eindringdistanz des Schutzmittels durchschnittlich etwa 20 mm in Faserrichtung und etwa 2 mm quer dazu. Daraus leitet sich der für eine lückenlose Imprägnierung der perforierten Zone erforderliche Loch- beziehungsweise Schlitzraster ab.
In Nordamerika, wo großteils mit kleinen Holzquerschnitten gebaut wird, haben sich Perforationstiefen von 4 bis 6 mm durchgesetzt. Für große Holzquerschnitte, wie sie in Europa üblich sind, ist dies jedoch kaum ausreichend. Um frei bewitterte Holzbauteile dauerhaft zu schützen, sind Eindringtiefen von etwa 10 bis 12 mm erforderlich. Die Einstiche sind für das bloße Auge recht deutlich sichtbar, was in Europa eher als in Amerika als gewisser ästhetischer Mangel angesehen wird. Durch schlanke Zähne einer neueren kanadischen Maschine werden schmälere Einstiche erzielt. Im Übrigen ist darauf zu verweisen, dass sich die Schlitze während der Imprägnierung in wässriger Salzlösung durch die Holzquellung teilweise wieder schließen. Durch Laserstrahlen oder Wasserstrahlen lassen sich noch wesentlich feinere Löcher technisch sehr elegant erzielen. Durch das Eindrücken von Nadelkissen kann ebenfalls perforiert werden. Dieses Verfahren ist aber im Gegensatz zur Schlitzperforation teuer. Die Kosten für die verschiedenen Perforationsverfahren belaufen sich bei beidseitiger Schlitzperforation pro m² auf ungefähr € 0,50; bei Laserperforation auf € 3,60/m²; und bei Nadelperforation auf € 1,00 (Werte stammen aus dem Jahr 1997).
Die durch die Schlitze verursachten Festigkeitsverluste sind gering, sie sind bei Querschnittsdicken des Bauholzes über ca. 80 mm sogar vernachlässigbar. Vorteilhaft ist, dass die vielen Schlitze bei der Holztrocknung die oberflächlichen Schwindspannungen verteilen und so der Ausbildung einzelner großer und tiefer Trocknungsrisse entgegenwirken.
Die mechanische Schlitzperforation wird als technisch einfaches und robustes Verfahren in der industriellen Anwendung außer in Nordamerika auch in Europa eingesetzt. Derzeitige Entwicklungen zielen auf eine Verbesserung des Materials für die Schlitzscheiben ab, um die Oberflächenveränderungen der perforierten Produkte durch schlankere Zahnformen so gering wie möglich zu halten. Die Nadelperforation verbessert die Imprägnierqualität bei gleichzeitig minimaler ästhetischer Beeinträchtigung der Holzoberflächen und der Festigkeit. Allerdings bestehen noch immer verfahrenstechnische Probleme bei kontinuierlichem Vorschub: Ein Praxiseinsatz wird bisher erschwert, weil die abbrechenden Nadeln zu hohen Stillstandzeiten führen.
Durch berührungsfreies Arbeiten umgeht die laseroptische Perforation die Nachteile des mechanischen Incising-Verfahrens. Trotz insgesamt positiver Verarbeitungseigenschaften ist eine Praxisanwendung bislang an den hohen Kosten gescheitert. Zukünftige Veränderungen auf dem Gebiet der Lasertechnologie können hier aber zu Verbesserungen führen. Obgleich die Nadelperforation hinsichtlich der geringeren Faser- und Holzoberflächenstörung Vorteile aufweist, nimmt die Schlitzperforation, aufgrund ihrer Wirtschaftlichkeit und technischen Realisierbarkeit, eine überlegene Stellung ein und wird für weite Anwendungsbereiche auch in Zukunft eingesetzt werden, zum Beispiel für sägeraue Verkleidungen, Lärmschutzwände etc.

## Imprägniermittel
Früher standen als Imprägniermittel  Teeröle, Chromsalze oder organische Verbindungen wie Pentachlorphenol zur Verfügung. Allesamt sind sie aufgrund ihrer auch für Menschen toxischen Eigenschaften verboten.  Aktuell zur Anwendung kommen Borverbindungen, die aber mit der Zeit ausgewaschen werden.
Alle (?) (druck-)imprägnierten Hölzer gelten als Sondermüll. Insbesondere Kesseldruckimprägnierte Hölzer dürfen nicht verbrannt werden.

## Verfahren ohne Zusatzstoffe
Eine thermische Behandlung verändert die Mikrostruktur von Holz und erhöht seine Witterungsbeständigkeit.